# Valle del Risco
Valle del Risco è un comune (corregimiento) della Repubblica di Panama situato nel distretto di Almirante, provincia di Bocas del Toro. Si estende su una superficie di 577 km² e conta una popolazione di 4.187 abitanti (censimento 2010).  